# Petrov (district de Hodonín)
Pour les articles homonymes, voir Petrov.
Petrov (en allemand : Petrau) est une commune du district de Hodonín, dans la région de Moravie-du-Sud, en République tchèque. Sa population s'élevait à 1 328 habitants en 2020.

## Géographie
Petrov se trouve à 4 km au sud-ouest du centre de Strážnice, à 12 km à l'est-nord-est de Hodonín, à 61 km au sud-ouest de Brno et à 245 km au sud-est de Prague.
La commune est limitée par Vracov au nord, par Strážnice à l'est, par Sudoměřice au sud et au sud-ouest, et par Rohatec à l'ouest.

## Histoire
La première mention du village remonte au début du XVe siècle.